# Ekonomiåret 2004

## Händelser

### Januari
- 13 januari - Svenska Tetra Pak misstänks ha fört över pengar till ägarna av italienska Parmalat genom att betala mutor inom ett rabattsystem.[1]
- 22 januari - EU-medlemsländerna förbjuder import av fågelkött från Thailand på grund av fågelinfluensan.

### Februari
- 3 februari – Två tidigare koncernchefer på Ericsson, Kurt Hellström och Sven-Christer Nilsson, delges misstänkta om "grovt försvårande av skattekontroll". Misstankarna gäller tre miljarder SEK som företaget åren 1998 och 1999 skall ha betalat till handelsagenter för att vinna kontrakt på telefonsystem runtom i världen.[1]
- 5 februari – Sveriges riksbank sänker reporäntan med 0,25 procentenheter, till 2,50 %.[1]
- 6 februari – Ericsson, presenterar sin helårsrapport för 2003. Det blir vinst före skatt, och omstruktureringskostnader på 5,5 miljarder SEK för årets sista tre månader, vilket är en förbättring med drygt 7 miljarder SEK sedan samma kvartal 2002.[1]

### Mars
- 10 mars – SAS koncernchef Jørgen Lindegaard meddelar att företaget delas upp i fyra nationella bolag, ett i Sverige, ett i Danmark, ett i Norge samt ett för kontinental flygtrafik, då företaget måste spara drygt 14 miljarder SEK då konkurrensen från lågprisflyget hårdnar. Ny SAS-chef blir Anders Ehrling.[1]
- 23 mars – Joachim Posener, sedan sju år tillbaka efterlyst internationellt samt utpekats som hjärnan bakom Trustorskandalen, säger i en intervju med TV 3 att han inte tänker återvänta till Sverige förrän brottet preskriberats om tre och ett halvt år [1]
- 31 mars – Statistik visar att arbetslösheten i Sverige fortfarande är hög. 6 000 personer varslas i mars månad om uppsägning, och drygt 234 000 går arbetslösa. Det senaste året har öppna arbetslösheten i Sverige stigit från 4,4 till 5,4 %.[1]

### April
- April – Sveriges export ökar med 8 %, till 77,3 miljarder SEK, enligt SCB, och importen växer med 4 %. Framför allt har svenska exporten till USA vuxit. Ökad export till EU under årets fyra första månader leder till plus på handelsnettot med 2,1 miljarder SEK.[1]
- 1 april - Afghanistan får löften vid en internationell framtidskonferens i Berlin i Tyskland om bistånd på 8,2 US-miljarder dollar till och med 2006. Sverige är en av de större bidragsgivarna med 1,3 miljarder kronor mellan 2002-2005.
- 2 april – Sveriges riksbank sänker räntan igen, nu med en halv procentenhet, till 2 %. Lägsta nivån på över 50 år.[1]
- 15 april - Ett nytt ROT-avdrag införs i Sverige.
- 22 april - Frankrikes sista kolgruva stängs.

### Maj
- 18 maj
  - Stämningen mot det svenska försäkringsbolaget Skandia på ca 2 miljarder svenska kronor dras tillbaka av Föreningen Grupptalan mot Skandia på grund av att Skandia Livs vd Urban Bäckström anlitat en advokat att informera alla inkl. pensionssparare om utvecklingen i en skiljemålsdom som Bäckström startat mot moderbolaget.
  - Sandvikes glasbruk i Hovmantorp läggs ned.[1]

### Juni
- 2 juni – Oljepriset stiger till högsta nivåerna sedan tidigt 1980-tal (32.24 amerikanska dollar på NYMEX-börsen i New York). Opec signlerar om höjd produktion för att dämpa utvecklingen.[1]
- 5 juni - HSB Malmö får förnyat förtroende vid en extrastämma för bygget av den 190 meter höga 54-våningsskrapan Turning Torso i Malmö hamn. Bygget var planerat att kosta 728 milj. kronor men vid detta datum hade projektet gått back med 800 milj. kronor.

### Juli
- 9 juli – Telia Sonera blir Danmarks tredje största mobiloperatör då man köper danska Orange från Fance Telekom för 5,5 miljarder SEK.[1]

### Augusti
- 4 augusti – Arbetsösheten i Sverige stiger snabbast i EU enligt ny rapport från Eurostat som omfattar 19,4 miljoner människor. I juni låg öppna arbetslösheten i Sverige på 6,6 %, mot 5,5 % ett år tidigare och 9,1 % som är snittet i EU.[1]
- 20 augusti – Rapport från Socialstyrelsen i Sverige visar att 150 000 barn lever i ekonomiskt utsatta familjer.[1]
- 26 augusti – Pehr G. Gyllenhammar väljs till ordförande i Stenbeckkontrollerade Invik.[1]

### Oktober
- 1 oktober – Brittiska Financial Times rankar Europas 25 mäktigaste affärskvinnor. Finländska Sari Baldauf, chef på Nokia Networks, toppar.[2]
- 5 oktober – Skandia Liv går ut med brev till sina kunder, som lyfter pengar från pensionsförsäkringar där de meddelar att de under 2005 tvingas fortsätta sänka utbetalningarna med max 6 %.[2]
- 8 oktober – Thyssen Krupp och finansbolaget One Euity Partners meddelar att Kockumsvarvet i Malmö och tyska moderbolaget HDW från årsskiftet skall integreras i europeisk varvsjätte.[2]
- 14 oktober – General Motors Europa varslar 12 000 anställda i Europa om uppsägning.[2]
- 25 oktober – Amerikanska dollarn faller, då oljan är rekorddyr, till 7:09 SEK, och har inte varit lika billig sedan 1997.[2]
- 29 oktober – Skandia förlikas med tidigare VD:n Ulf Spång och lägger ner tvisterna mot honom, och avbryter processen med skiljedom. Ulf Spång själv avstår pensionsförmån på 45 miljoner SEK. Kvar står tvisten mot tidigare VD:n Lars-Eric Petersson, som krävs på 264 miljoner SEK.[2]
- 31 oktober – I Sverige går Cashkortet, lanserat 1996, i graven.[2]

### November
- 30 november – Södra Roslags tingsrätt dömer Joachim Posener att betala 125 SEK i böter till Trustor. Joachim Posener befinner sig på flykt, och meddelar skriftligt via ombud att han tänker överklaga domen.[2]

### December
- 28 december – Amerikanska dollarn är nere på rekordlåga 6:59 SEK 1997.[2]

## Bildade företag
- Air France-KLM, fransk-nederländskt flygbolag.

## Uppköp
- 12 augusti - Det tillkännages att Sveriges största biografkedja SF köper landets näst största kedja Sandrews. Affären stoppas dock senare av konkurrensverket och det hela slutar senare med att Sandrews köps upp av Triangelfilm.

## Konkurser
- Acclaim, amerikanskt TV-spelföretag.
- Ilford, brittiskt fotoföretag.

## Priser och utmärkelser
- Sveriges Riksbanks pris i ekonomisk vetenskap till Alfred Nobels minne – Finn E. Kydland, Edward C. Prescott
- Årets IT-företag – MySQL

## Avlidna
- 15 juli, Martin Ardbo, 78, f.d. Boforschef.
- 26 juli, Göran Karlsson, 64, Gekås grundare.
- 25 september, Marvin Davis, 79, amerikansk oljemagnat.

### Fotnoter
1. 1 2 3 4 5 6 7 8 9 10 11 12 13 14 15   När Var Hur 2005. DN
2. 1 2 3 4 5 6 7 8 9   När Var Hur 2006. DN